# Hélène Daneault
 (juin 2016).
Si vous disposez d'ouvrages ou d'articles de référence ou si vous connaissez des sites web de qualité traitant du thème abordé ici, merci de compléter l'article en donnant les références utiles à sa vérifiabilité et en les liant à la section « Notes et références ».
Hélène Daneault (née le 29 mai 1962 à Salaberry-de-Valleyfield), médecin et femme politique québécoise. Elle a étudié à l'Externat Sacré-Cœur puis au cégep Lionel-Groulx avant de compléter son cours de Médecine (M.D.) à l'Université de Sherbrooke (1985). Après avoir terminé sa formation en médecine familiale, elle fut urgentologue à l'hôpital Maisonneuve-Rosemont ainsi qu'à la Cité de la santé de Laval. Madame Daneault a été conseillère municipale de Rosemère de 2003 à 2005, puis mairesse de 2005 à 2012. Elle a été députée caquiste à l'Assemblée nationale du Québec, représentant la circonscription de Groulx de 2012 à 2014. Elle a été porte-parole du deuxième groupe d'opposition en matière de santé et de services sociaux. Elle ne s'est pas représentée en 2014.
Elle est également médecin et elle pratique principalement la médecine familiale dans la région des Laurentides. Son mari est également médecin et le couple a eu trois enfants ; Nicolas, Isabelle et Laurent.
Elle collabore comme analyste politique au club des Ex à RDI d'août 2015 à juin 2016.